# مبدأ أيزنهاور

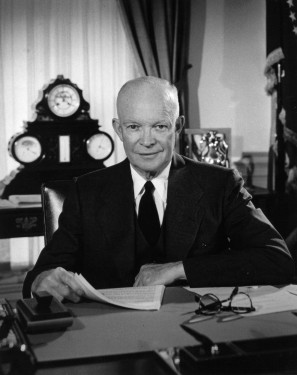
دوايت أيزنهاور

مبدأ أيزنهاور (بالإنجليزية: Eisenhower Doctrine)‏ يشير إلى خطبة القاها دوايت أيزنهاور في 5 يناير 1957، ضمن "رسالة خاصة إلى الكونغرس حول الوضع في الشرق الأوسط". وحسب مبدأ أيزنهاور، فإن بمقدور أي بلد أن يطلب المساعدة الاقتصادية الأمريكية أو العون من القوات المسلحة الأمريكية إذا ما تعرضت للتهديد من دولة أخرى. وقد خص أيزنهاور بالذكر، في مبدئه، التهديد السوفيتي باصداره التزام القوات الأمريكية "لتأمين وحماية الوحدة الترابية والاستقلال السياسي لمثل تلك الأمم، التي تطلب تلك المساعدات ضد عدوان مسلح صريح من أي أمة تسيطر عليها الشيوعية الدولية.
في السياق السياسي العالمي، فإن المبدأ قد صيغ ردًا على احتمال حرب معممة، يُخشى منها كنتيجة لمحاولة الاتحاد السوفيتي لاستخدام العدوان الثلاثي كذريعة لدخول مصر. فمقرونًا مع فراغ القوة الذي خلـَّفه اضمحلال النفوذين البريطاني والفرنسي في المنطقة بعد أن تخلت الولايات المتحدة عن حليفيها أثناء ذلك العدوان، شعر أيزنهاور أن الحاجة لموقف قوي لتحسين الوضع كان يزيدها تعقيدًا المواقف التي يتخذها جمال عبد الناصر، الذي كان يبني قاعدة قوة ويستخدمها لاضرام المنافسة بين السوڤيت والأمريكان، باتخاذه موقف «الحياد الإيجابي» وقبوله العون من الطرفين.
وعلى المستوى الإقليمي، كان الغرض أن يساعد مبدأ أيزنهاور على إمداد الأنظمة العربية ببديل عن الوقوع تحت السيطرة السياسية لجمال عبد الناصر، وتقويتهم في نفس الوقت الذي تعمل فيه الولايات المتحدة على عزل النفوذ الشيوعي، من خلال عزل ناصر. وقد فشل المبدأ بدرجة كبيرة على هذا الصعيد، بالنمو السريع لنفوذ ناصر بحلول عام 1959، لدرجة أن أصبح بإمكانه تشكيل زعامات البلدان العربية، بما فيها العراق والسعودية، ولكن في نفس الوقت فقد تدهورت علاقة ناصر بالقادة السوڤيت، مما أتاح الفرصة للولايات المتحدة للتحول إلى سياسة التكيف مع ناصر.
مشروع أيزنهاور هدف إلي حلول أمريكا لملء الفراغ الاستعماري بدلاً من إنجلترا وفرنسا وتضمن هذا المشروع:
1. تفويض الرئيس الأمريكي سلطة استخدام القوة العسكرية في الحالات التي يراها ضرورية لضمان السلامة الإقليمية، وحماية الاستقلال السياسي لأي دولة، أو مجموعة من الدول في منطقة الشرق الأوسط، إذا ما طلبت هذه الدول مثل هذه المساعدة لمقاومة أي اعتداء عسكري سافر تتعرض له من قبل أي مصدر تسيطر عليه الشيوعية الدولية.
2. تفويض الحكومة في تفويض برامج المساعدة العسكرية لأي دولة أو مجموعة من دول المنطقة إذا ما أبدت استعدادها لذلك، وكذلك تفويضها في تقديم العون الاقتصادي اللازم لهذه الدول دعماً لقوتها الاقتصادية وحفاظاً على استقلالها الوطني.

## ردود الأفعال
في 25 فبراير 1957، عقدت في القاهرة قمة لمصر وسوريا والأردن والسعودية لبحث الموقف من مبدأ أيزنهاور الذي أعلن قبل ذلك بقليل. ووفقًا لهذا المبدأ اعتبرت الولايات المتحدة الشرق الأوسط مجالا لنفوذها ومصالحها وقررت العمل على عزل ما أسمته «نهج ناصر في اللعب على خلاف الأمريكان والسوفيت». فقررت القمة الرباعية أن لا تعارض مبدأ أيزنهاور رسميًا، وأن تعمل في الواقع على الحيلولة دون تطبيقه.
بنود الخطوات العسكرية لمبدأ أيزنهاور تم تطبيقها في أزمة لبنان في العام التالي، عندما تدخلت الولايات المتحدة استجابة لطلب من كميل شمعون رئيس لبنان.

## وصلات خارجية
- Text of the January 5, 1957 Special Message to Congress